# Vilvestre
Vilvestre és un municipi de la província de Salamanca a la comunitat autònoma de Castella i Lleó. Limita amb Barruecopardo i Cerezal de Peñahorcada a l'Est, Saucelle al Sud, amb Portugal a l'Oest i Mieza al Nord.

## Demografia
| 1991 | 1996 | 2001 | 2004 |
| ---- | ---- | ---- | ---- |
| 711  | 647  | 602  | 544  |